# Province de Berkane
La province de Berkane (en berbère : ⵜⴰⵙⴳⴰ ⴱⵔⴽⴰⵏ, en arabe : اقليم بركان) est une province de la région oriental, située à l'extrême nord-est du Maroc, à la frontière avec l'Algérie. Sa population est principalement d'ascendance zénète ; elle est en croissance et dépasse les 300 000 habitants. Culturellement, elle est souvent associée à la Province de Oujda-Angad voisine.

## Population et culture
La majeure partie de la population de la province de Berkane sont originaires de la tribu berbère zénète des Béni-Snassen, connue pour avoir résisté aux invasions coloniales françaises aux XIXe et XXe siècles.
La province de Berkane est souvent associée à la province de Oujda, de par sa proximité culturelle et son arabophonie beaucoup plus présente que dans les provinces voisines (Nador, Driouch, etc.).

## Géographie et climat
|                              | Mer Méditerranée (Maroc) | Mer Méditerranée (Algérie)      |
| Province de Nador (Maroc)    | la province de Berkane   | Wilaya de Tlemcen (Algérie)     |
| Province de Taourirt (Maroc) |                          | Province de Oujda-Angad (Maroc) |

### Administration
Selon le découpage administratif de 2015, la province de Berkane est constituée de 16 communes dont 10 rurales. Les communes rurales sont regroupées en deux cercles: le cercle d’Ahfir et celui d’Aklim. 

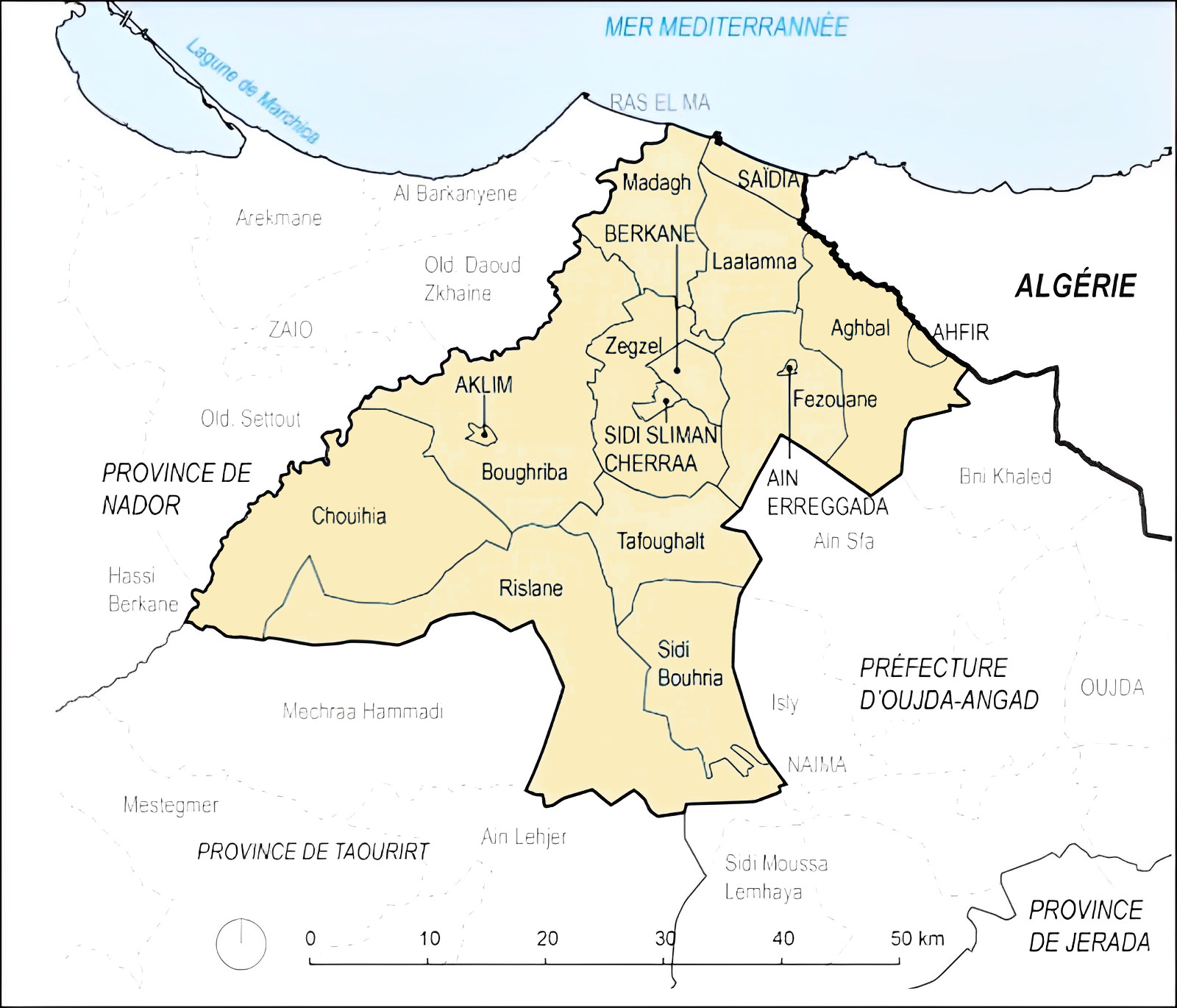
Les communes de la province de Berkane

Les dix communes rurales sont : Aghbal, Fezouane, Laâtamna, Madagh qui font partie du cercle d’Ahfir et Boughriba, Chouihia, Rislane, Sidi Bouhria, Tafoghalt et Zegzel qui relèvent du cercle d’Aklim.
Les six communes urbaines sont : Berkane, Ahfir, Saïdia, Aklim, Ain Erreggada et Sidi Slimane Cherraa.

### Climat
La province de Berkane jouit d’un climat de type méditerranéen semi-aride. La pluviométrie moyenne annuelle est faible et irrégulière (300 mm). Les précipitations, peu importantes toute l’année, sont concentrées généralement sur la période allant du mois de décembre jusqu’au mois d’avril. 
Quant aux températures moyennes annuelles, elles varient entre 5,2 et 18,7 degrés l’hiver et 18,5 et 31 degrés l’été.
La ville de Berkane est reconnue pour la qualité de ses agrumes.

## Démographie
| Population            | 1994    | 2004    | 2014    | 2018    | 2021 |
| Urbaine               | 140 908 | 156 145 | 182 690 | 182 928 |      |
| Rurale                | 109 807 | 114 183 | 106 447 | 123 973 |      |
| Totale                | 250 715 | 270 328 | 289 137 | 306 901 |      |
| Source : recensements |         |         |         |         |      |

| Population par ville   | 1994   | 2004   | 2018 | 2021 |
| ---------------------- | ------ | ------ | ---- | ---- |
| Berkane                | 76 803 | 80 012 |      |      |
| Ahfir                  | 25 075 | 39 543 |      |      |
| Sidi Slimane Echcharaa | 16 518 | 22 904 |      |      |
| Bouhdila               | 12 160 | 16 145 |      |      |
| Aklim                  | 7 992  | 8 969  |      |      |
| Ain Erreggada          | 3 228  | 2 983  |      |      |
| Saïdia                 | 2 563  | 18 000 |      |      |
| Madagh                 | 2 228  | 2 312  |      |      |

La province compte aussi d'autres villes moins peuplées telles que Aghbal, Jrawa, Laâtamna, Rislane et Tafoughalt.